# Orlando Costa
Orlando de Jesus Machado da Costa (Braga, 24 de dezembro de 1948 – Lisboa, 19 de agosto de 2022) foi um ator português.

## Percurso
Diplomou-se em Teatro, variante de Formação de Atores, na Escola de Teatro do Conservatório Nacional, em 1971, e estreou-se como profissional no Teatro Experimental de Cascais, sob a direção de Carlos Avilez.
Em 1973 estava entre os fundadores do Teatro da Cornucópia, com Luís Miguel Cintra e Jorge Silva Melo. Nessa companhia participou nas peças O Misantropo de Moliére (1973), Terror e Miséria no III Reich de Bertolt Brecht (1974), Pequenos Burgueses de Máximo Gorki (1975), Auto de Família de Fiama Hasse Pais Brandão (1976), entre outras.
Além da Cornucópia, trabalhou também junto de Hélder Costa e Maria do Céu Guerra, Fernanda Lapa, João Lourenço, Glicínia Quartin, Jorge Listopad ou Rui Mendes, interpretando autores como Arthur Miller, Woody Allen, Valle Inclán, Gil Vicente, Marivaux ou Ribeiro Chiado. Em 2007 integrou o elenco de Hamlet de Shakespeare, numa encenação de André Gago, que percorreu o país.
Requisitado com frequência pela televisão, participou regularmente em séries, novelas e telefilmes, tendo protagonizado Zé Gato, série de Rogério Ceitil transmitida pela RTP2 de 1979 a 1980.
Participou também em Contos Mágicos (1985), A Mala de Cartão, ao lado de Irene Papas (1988), A Morgadinha dos Canaviais (1990), Desencontros (1995), Polícias (1996), Ballet Rose de Leonel Vieira (1998), O Fura-Vidas (1999), Capitão Roby (2000), Olhos de Água (2001), João Semana (2005), Quando os Lobos Uivam (2006), ou Malucos do Riso
No cinema salienta os filmes Coisa Ruim de Tiago Guedes e Frederico Serra (2006), A Filha de Solveig Nordlund (2003), A Dupla Viagem de Teresa Garcia (2000), O Anjo da Guarda de Margarida Gil (1999), Sapatos Pretos de João Canijo (1998), Três Irmãos de Teresa Villaverde (1994), Amor e Dedinhos de Pé de Luís Filipe Rocha (1993), Jogo de Mão de Monique Rutler (1984) ou A Santa Aliança de Eduardo Geada (1980).
Morreu a 19 de agosto de 2022 em sua casa, aos 73 anos.

## Televisão
Em televisão integrou o elenco:
- A Vida do Grande D. Quixote RTP 1971
- Zé Gato RTP 1979 ‘‘Zé Gato’‘
- Uma Cidade Como a Nossa RTP 1981 ‘‘Zé Gato’‘
- Tragédia da Rua das Flores RTP 1981 ‘‘Camilo Serrão’‘
- A Mala de Cartão RTP 1988 ‘‘Nicolau’‘
- Crime à Portuguesa RTP 1989 ‘‘Miguel’‘
- A Morgadinha dos Canaviais RTP 1990
- O Processo de Camilo RTP 1990
- Sozinhos em Casa RTP 1994 ‘‘Pôncio’‘
- Nico D'Obra RTP 1994 ‘‘Esteves’‘
- Desencontros RTP 1995 ‘‘Fernando Ribeiro’‘
- Polícias RTP 1996/1997 ‘‘Juvenal’‘
- Nós os Ricos RTP 1997 ‘‘Vescelau’‘
- Filhos do Vento RTP 1997 ‘‘Faria’‘
- Ballet Rose RTP 1998 ‘‘juiz’‘
- Esquadra de Polícia RTP 1999/2000 ‘‘Mário’‘
- Todo o Tempo do Mundo TVI 1999/2000 ‘‘Orlando Serra’‘
- A Raia dos Medos RTP 2000
- Capitão Roby SIC 2000 ‘‘Chefe Soares’‘
- Almeida Garrett RTP 2000 ‘‘Sottomayor’‘
- O Fura-Vidas SIC 2000/2001 ‘‘Vilela’‘
- Olhos de Água (telenovela) TVI 2001 ‘‘Araújo Torres’‘
- A Minha Família É Uma Animação SIC 2001
- Elsa, Uma Mulher Assim RTP 2001 ‘‘Dionísio’‘
- Segredo de Justiça RTP 2001
- O Bairro da Fonte SIC 2001/2002
- Super Pai TVI 2002
- Sonhos Traídos TVI 2002 ‘‘Abel Guerreiro’‘
- Saber Amar TVI 2003 ‘‘Emanuel Alfarroba’‘
- Inspector Max TVI 2004/2005
- Maré Alta SIC 2004/2005
- Ninguém como Tu TVI 2005 ‘‘Vítor’‘
- João Semana RTP 2005 ‘‘barbeiro’‘
- Camilo em Sarilhos SIC 2005 ‘‘Antunes’‘
- Clube das Chaves TVI 2005
- Dei-te Quase Tudo TVI 2005/2006 ‘‘Joaquim’‘
- Quando os Lobos Uivam RTP 2006 ‘‘João Rebordão’‘
- Aqui não há quem viva SIC 2006 ‘‘Isidro Madureira’‘
- Conta-me como Foi RTP 2007 ‘‘Teodoro’‘
- Morangos com Açúcar TVI 2007/2009 ‘‘Zeca’‘
- Liberdade 21 RTP 2009 ‘‘Óscar’‘
- Conexão TVG e RTP1 2009
- Ele é Ela TVI 2010 ‘‘Joaquim’‘
- Meu Amor TVI 2010 ‘‘Almerindo’‘
- Velhos Amigos RTP 2011/2012 ‘‘Carlos Rodrigues’‘
- Doce Tentação TVI 2012/2013 ‘‘padre Adérito Cunha’‘
- Destinos Cruzados TVI 2013 ‘‘pai de Eduardo’‘
- Os Filhos do Rock RTP 2013/2014 ‘‘José António’‘
- Os Nossos Dias RTP 2013/2014 ‘‘Teodoro Gusmão’‘
- Mar Salgado SIC 2014 ‘‘Jaime’‘
- A Única Mulher TVI 2015 ‘‘Sebastião Pereira’‘
- Conta-me como foi RTP 2020 "Teodoro"
- Amor Amor SIC 2021 "Júlio Bandeira"
- Por Ti SIC 2022 "Sargento Silva"

## Filmografia
Entre a sua filmografia encontram-se:
- O Funeral do Patrão, de Eduardo Geada (1976)
- A Santa Aliança, de Eduardo Geada (1977)
- Passagem ou A Meio Caminho, de Jorge Silva Melo (1980)
- A Sombra dos Abutres, de Leonel Vieira (1997)
- A Filha, de Solveig Norlund (2003)
- Coisa Ruim, de Tiago Guedes (2006)